# 鉄道・道路事業調整委員会
鉄道・道路事業調整委員会（Autorité de régulation des activités ferroviaires et routières, 略はARAFER）は、フランスにおける独立規制委員会法人のひとつ。2009年12月8日の第2009-1503法により鉄道事業調整委員会（ARAF）として創設していた。旅客鉄道市場および貨物鉄道市場の開放の規制を任務。特に、フランス国鉄のみならず各鉄道会社がフランス国有鉄道網（略はRFN）にアクセスできるようにつとめている。また、マクロン経済相が判決してもらった経済の成長と活性のための法律案により、ARAFERに改称し、高速バスの規制緩和した旅客市場の規制及びコンセッションされた高速道路の監査に権限を拡大した。
本部はサルト県県庁所在地ル・マン。パリ事務所は超高層ビルであるトゥール・モンパルナス48階にある。
規制委員会（le Collège）は委員長、副委員長および委員5人を持って組織される。2018年以後、委員長、副委員長2人および委員4人を持って組織される予定。調整委員会に事務局（services de l’Autorité）が置かれている。